# ICBC

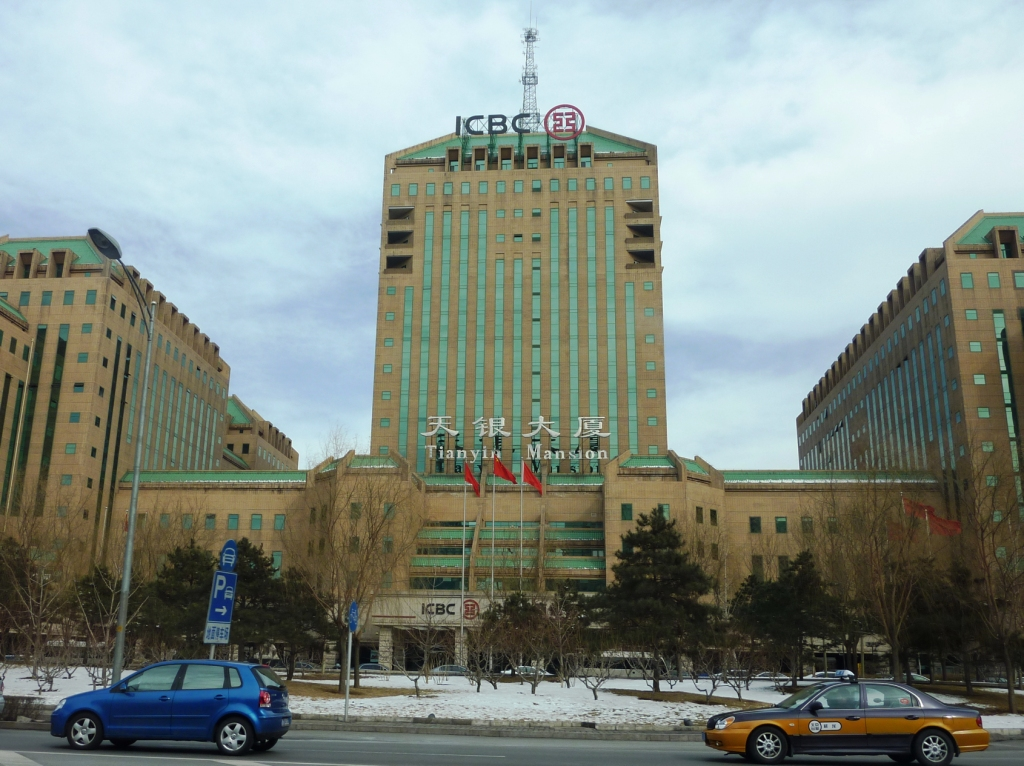
Centru de afaceri în Beijing

ICBC (Industrial and Commercial Bank of China) este cea mai mare bancă de stat din Republica Populară Chineză și, din iulie 2007, cea mai valoroasă bancă din lume, cu o capitalizare de circa 254 miliarde $, întrecând-o pe cea a Citigroup.